# Friedrich Lahrs
Friedrich Lahrs (* 11. Juli 1880 in Königsberg i.Pr.; † 13. März 1964 in Stuttgart) war ein deutscher Architekt und Kunsthistoriker.

## Leben und Werk
Nach dem Abitur am Löbenichtschen Realgymnasium in Königsberg studierte er ab 1898 an der Technischen Hochschule Charlottenburg. 1906 wurde ihm der Schinkelpreis verliehen. Im anschließenden Referendariat arbeitete er als Regierungsbauführer bis 1908 in Berlin. Im selben Jahr folgte er dem Ruf von Ludwig Dettmann an die Kunstakademie Königsberg. 1911 bis 1934 war Lahrs ordentlicher Professor für Architektur, Flächenkunst und Raumlehre an der Kunstakademie in Königsberg. Zu seinen bekanntesten Werken gehörte die 1909 bis 1919 entstandene neue Kunstakademie Königsberg, die 1913 errichtete Kunsthalle am Wrangelturm sowie die zwischen 1923 und 1924 errichtete Stoa Kantiana am Königsberger Dom. Ein weiteres Werk Lahrs ist die von 1923 bis 1926 errichtete Kirche Augstagirren.
Im Jahre 1956 veröffentlichte Lahrs das Buch Das Königsberger Schloß, das die Baugeschichte des Schlosses eingehend darstellt. Seit 1957 war er Mitglied der Historischen Kommission für ost- und westpreußische Landesforschung.

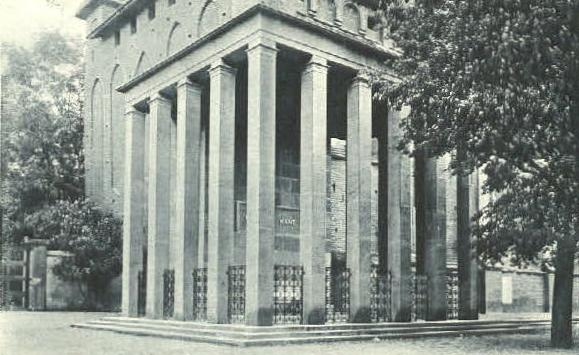
Kant-Kenotaphion
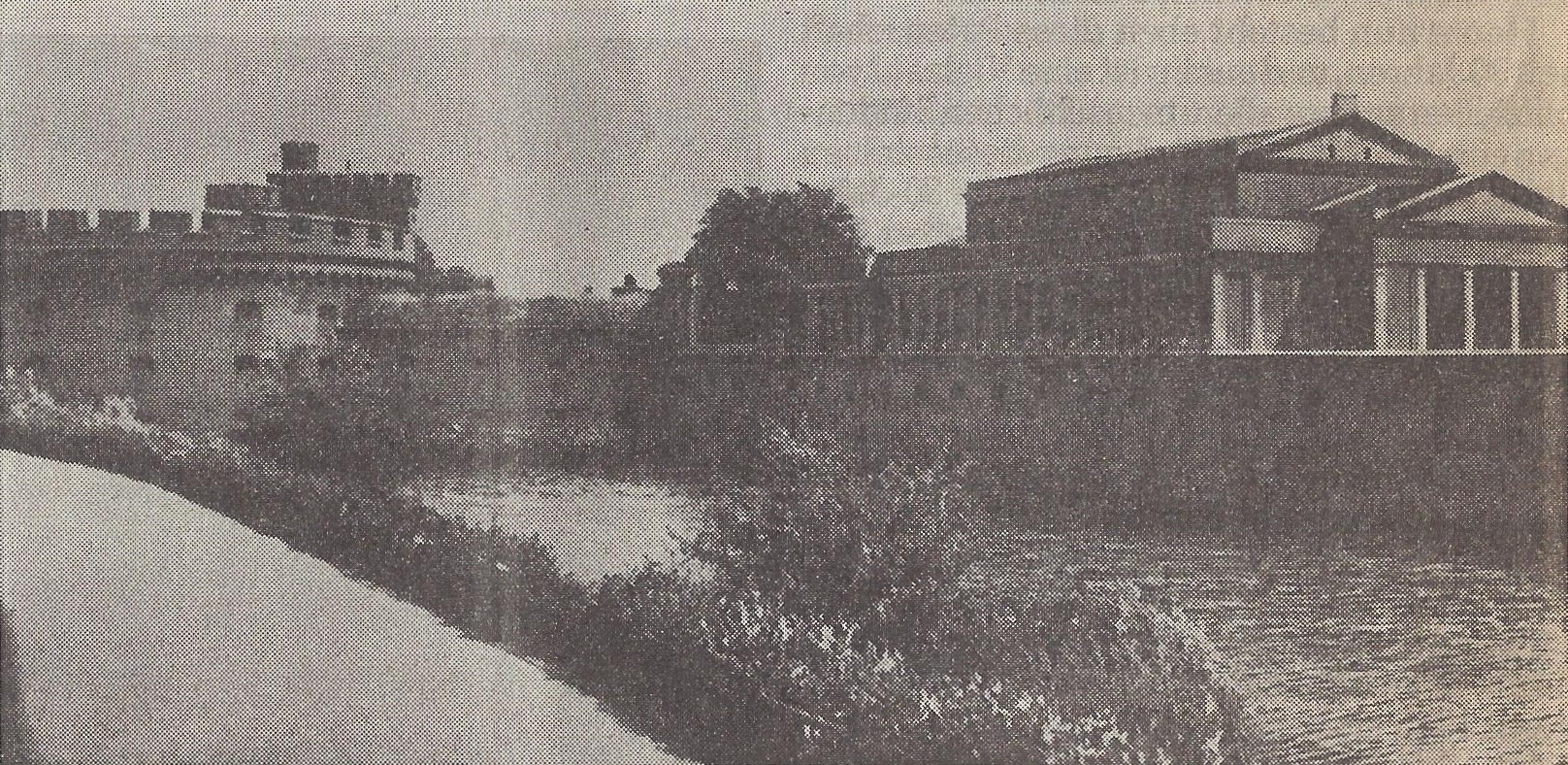
Kunsthalle Königsberg
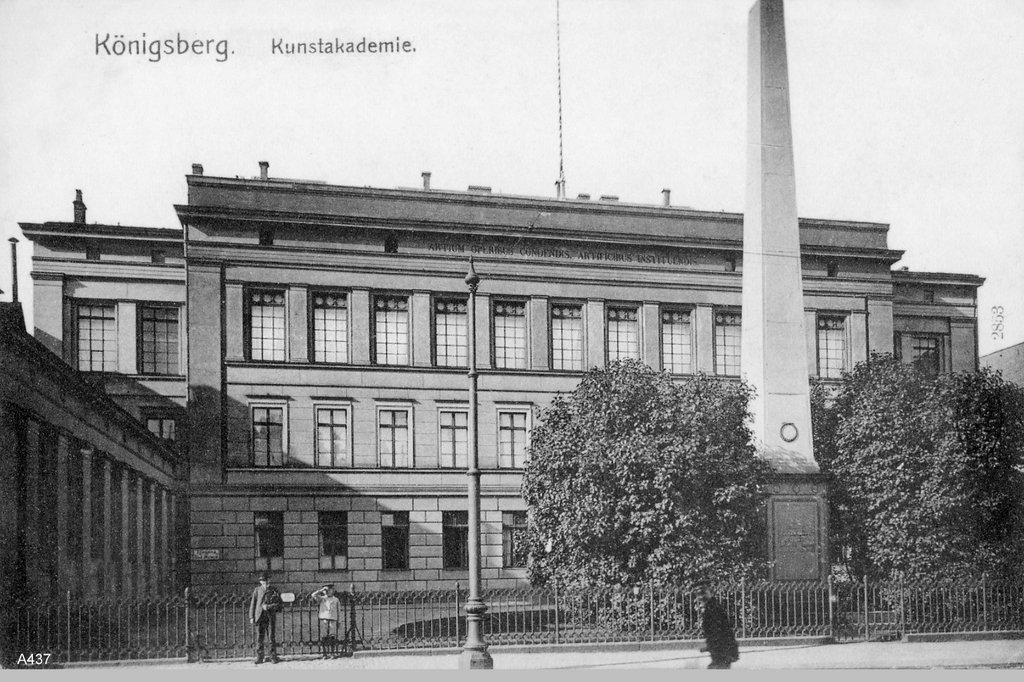
Kunstakademie Königsberg
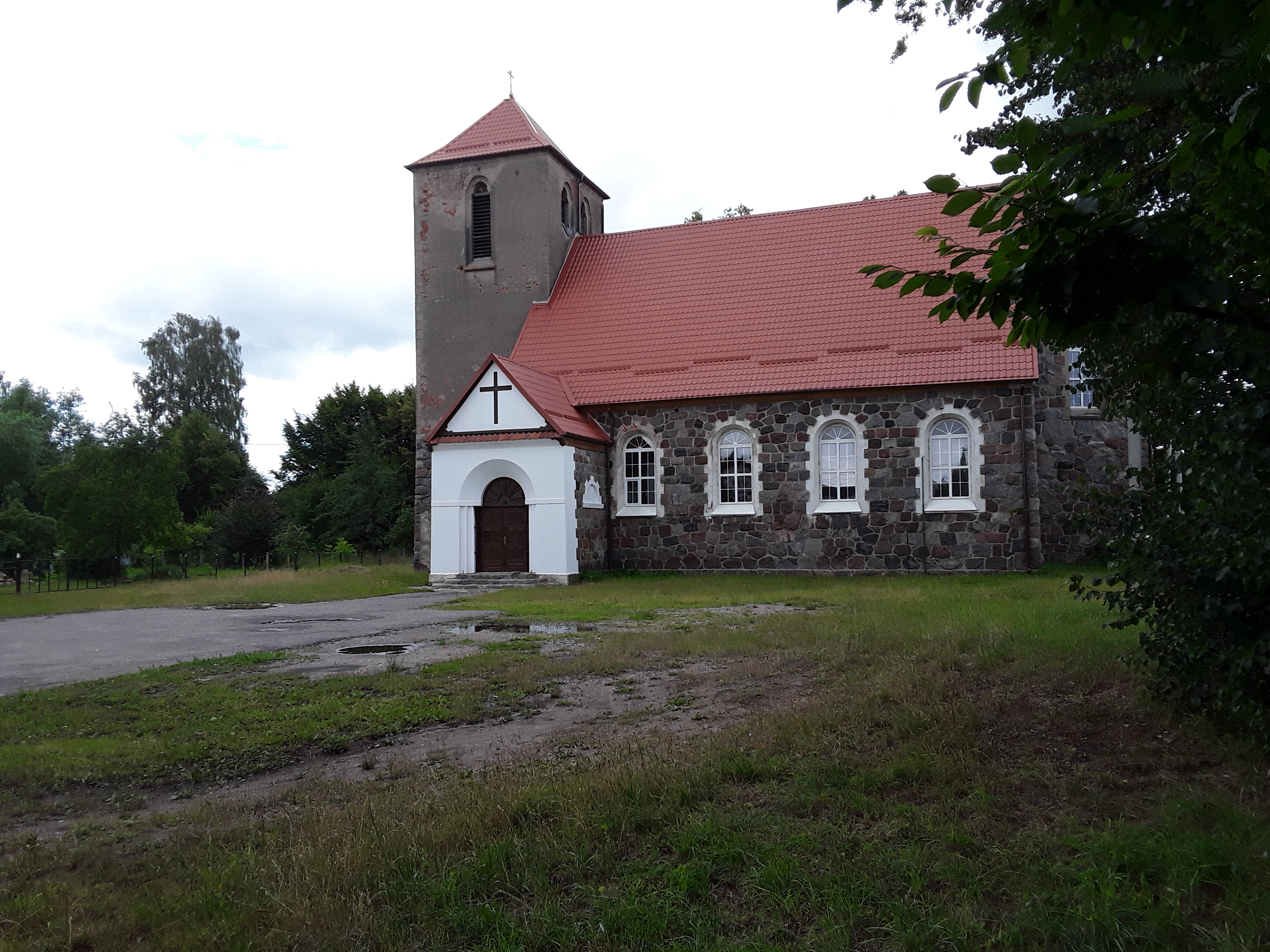
Kirche Augstagirren